# Большая Кайракла
Большая Кайракла — река в России, протекает по Башкортостану. Устье реки находится в 64 км по левому берегу реки Стерля. Длина реки составляет 14 км.
Притоки: Малая Кайракла (левый), Кайракла (правый).

## Данные водного реестра
По данным государственного водного реестра России относится к Камскому бассейновому округу, водохозяйственный участок реки — Белая от города Салавата до города Стерлитамака, речной подбассейн реки — Белая. Речной бассейн реки — Кама.
Код объекта в государственном водном реестре — 10010200512111100018359.